# Васильєвка (Оршанський район)
Васи́льєвка (рос. Васильевка, марій. Васильевка) — виселок у складі Оршанського району Марій Ел, Росія. Входить до складу Марковського сільського поселення.

## Населення
Населення — 1 особа (2010; 1 у 2002).
Національний склад (станом на 2002 рік):
- росіяни — 100 %